# 東京都道251号青梅日の出線

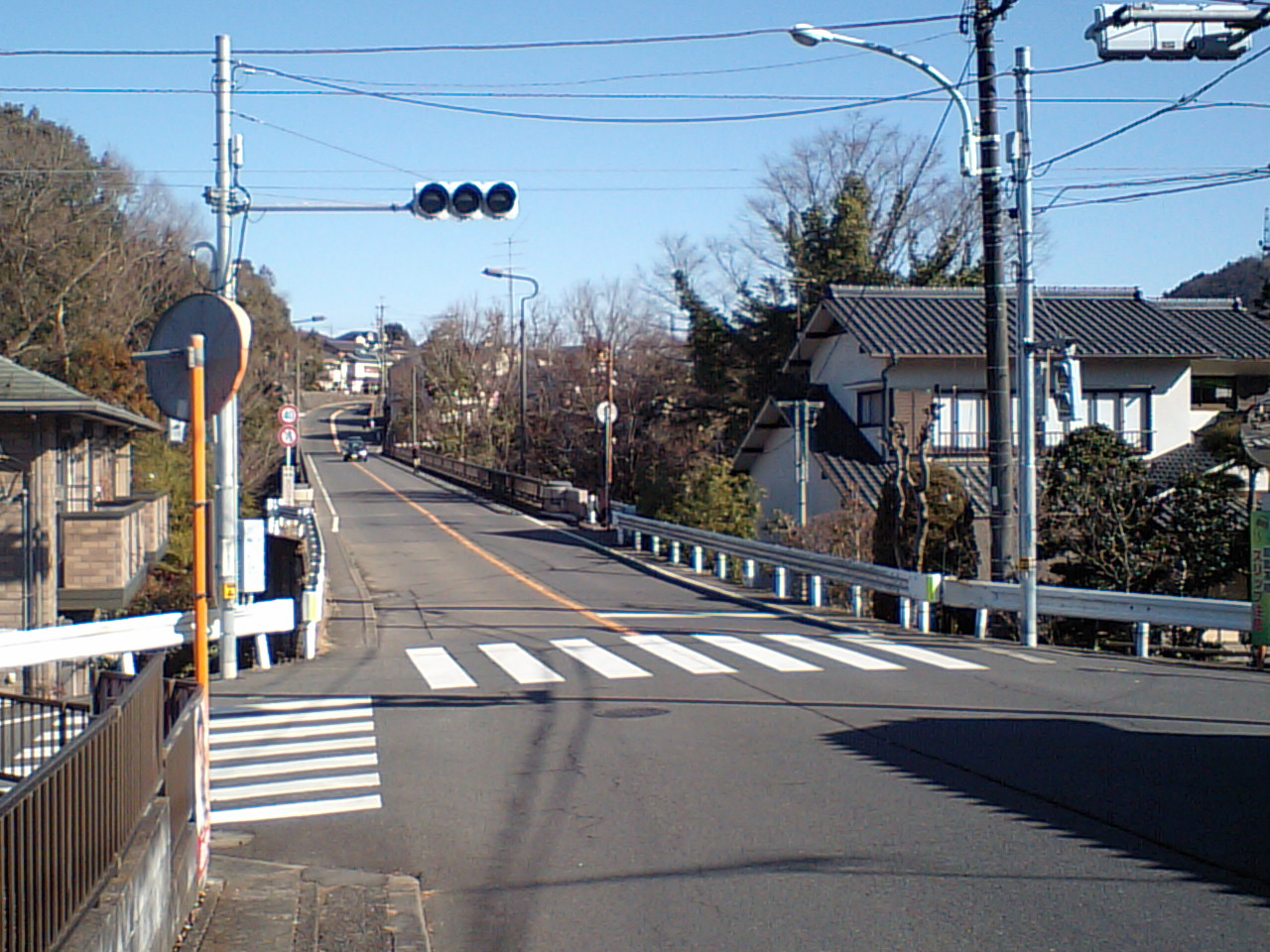
青梅市和田町、和田橋付近

東京都道251号青梅日の出線（とうきょうとどう251ごう おうめひのでせん）とは、東京都青梅市から東京都西多摩郡日の出町に至る一般都道である。

## 概要
- 起点：東京都青梅市日向和田3丁目（国道411号交点＝交差点名称なし）
- 終点：東京都西多摩郡日の出町大字大久野（東京都道31号青梅あきる野線交点＝坂本交差点）
- 路線延長：3,215m

## 沿道状況
青梅市日向和田で、国道411号（青梅街道）から分かれ道のように始まる。青梅街道側から五日市方面へ行く場合、山梨方面では最後の最短ルートとなる。逆に日の出側から奥多摩湖方面に行くのもこの道が最後となる。日の出側から甲府方面は檜原街道経由の上野原で国道20号に合流するルートが最短。全線で片側1車線ずつで、交通量は少ない。

## 通過する自治体
- 東京都
  - 青梅市
  - 西多摩郡日の出町

## 重複区間
- 東京都道238号大久野青梅線（上位路線）　起点 - 日の出町大字大久野（梅ヶ谷峠南側交差点）
- 東京都道45号奥多摩青梅線（上位路線）　青梅市和田町2丁目内（和田町二丁目交差点 - 梅ヶ谷峠入口交差点）

## 道路施設
- 主な橋梁
  - 和田橋（多摩川）